# حواس‌پرتی‌ها
حواس‌پرتی‌ها (به انگلیسی: Diversions) یک نمایشنامه ابزورد به نویسندگی کریستوفر دورانگ نمایشنامه‌نویس آمریکایی است.

## خلاصه داستان
مردی در شرف پریدن از ساختمان است که راهبه‌ای می‌خواهد مانع او شود. آلوی‌سیوس فکر می‌کند راهبه در تلاش است تا مرد را از آنجا پرتاب کند و سعی می‌کند راهبه را متوقف کند. یک پلیس سعی می‌کند جلوی همه آنها را بگیرد اما اتفاقی از پشت بام می‌افتد. همه چیز در دادگاه پیچیده می‌شود، جایی که یک بازی پل (ورق) شروع می‌شود و اجساد بیشتری شروع به جمع شدن می‌کنند.

## مقدمه نویسنده برای نمایشنامه
این یکی از نمایشنامه‌های قدیمی منه. تردید دارم که بگم چند سالم بود که نوشتمش. تردید دارم که بهتون بگم. شاید بعداً بهتون گفتن. خب… من این نمایشنامه رو سال ۱۹۶۷ نوشتم، وقتی که هیجده سالم بود. سال اول دانشجوییم تو کالج هاروارد این کار رو توی یکی از سالن‌های کوچیک کالج اجرا کردم. بعد از اون حدود دو سال و نیم افسردگی گرفتم، و تا سال ۱۹۷۱ چیز دیگه‌ای ننوشتم.
یکی از دلایلی که به من انگیزه داد تا به فکر چاپ این نمایشنامه بیوفتم، این بود که این نمایشنامه اولین چیزی که من به «سبک خودم» نوشتم.
«حواس‌پرتی‌ها»، در جایگاه خودش، چیزیه که از جایی دیگه از درون من به سراغم اومد. اون فلسفه اگزیستانسیالیسم یک جوان رو داره، فکر کنم حتی یه کم به سمت ابزودیسم هم میره، که احتمالاً از زندگی آمریکایی ادوارد آلبی یا شاید فیلم‌های فلینی به سراغ من اومده.
خلاصه امیدوارم ارزش خوندن داشته باشه.

## شخصیت‌های نمایش
مرد (که احساس افسردگی دارد)
راهبه (که اصلاً افسردگی ندارد و خیلی به خودش اطمینان دارد)
آلوی‌سیوس کِین (یک مرد کمرو و ترسو)
پلیس
هیستری (که زیاد جیغ می‌زنه)
پلیس ۲
قاضی
منشی (که سعی میکنه وظیفه‌اش رو درست انجام بده)
دبورا کِین (همسر هرزهٔ آلوی‌سیوس)
دادستان (که باهوشه و میدونه دنیا دست کیه)